# (3576) Galina
(3576) Galina est un astéroïde de la ceinture principale.

## Description
(3576) Galina est un astéroïde de la ceinture principale. Il fut découvert le 26 février 1984 à Naoutchnyï par Nikolaï Tchernykh. Il présente une orbite caractérisée par un demi-grand axe de 2,40 UA, une excentricité de 0,13 et une inclinaison de 10,1° par rapport à l'écliptique.

## Compléments